# Pallavolo ai Giochi olimpici giovanili - Torneo maschile
Il torneo maschile di pallavolo ai Giochi olimpici giovanili fu una competizione pallavolistica che si svolgeva durante i Giochi olimpici giovanili, organizzata dal CIO e dalla FIVB per squadre nazionali, riservata a giocatori con un'età inferiore di 19 anni.

## Edizioni
| Edizione      | Edizione      |  | Podio    | Podio     | Podio  |
| Anno          | Organizzatore |  | Campione | Seconda   | Terza  |
| ------------- | ------------- |  | -------- | --------- | ------ |
| 2010 Dettagli | Singapore     |  | Cuba     | Argentina | Russia |

## Medagliere
| Pos. | Squadra   | 1º posto | 2º posto | 3º posto | Totale |
| ---- | --------- | -------- | -------- | -------- | ------ |
| 1    | Cuba      | 1        | 0        | 0        | 1      |
| 2    | Argentina | 0        | 1        | 0        | 1      |
| 3    | Russia    | 0        | 0        | 1        | 1      |